# Bakkhar (Sind)
Bakkhar és una fortalesa del Pakistan a la província del Sind, situada en un illot del riu Indus i podria ser la Sogdi d'Alexandre el Gran. La ciutat del mateix nom es trobava al costat de la fortalesa i modernament va agafar el nom de Purana Sukkur (Vella Sukkur) i actualment Sukkur.
Va agafar importància al segle viii quan el riu va canviar el seu curs i va provocar l'abandonament d'Aror la capital del Sind. Al temps de la conquesta del Sind pels àrabs (710/711) dirigits pel jove Muhammad ibn Kasim al-Thafaki, era un establiment que es deia Bahrur. Llavors fou fortificada i va esdevenir una fortalesa hindú important que finalment fou ocupada per l'àrab Abu Turab (mort el 787).
El nom de Bhakkar apareix per primer cop el 1026 quan fou conquerida per Abd al-Razzak, wazir de Mahmud de Gazni. El 1227 hi fou assetjat Nasir al-Din Kubadja, governador d'Uchh, per les forces de Shams al-Din Iletmish, i quan va provar de fugir es va ofegar al riu. El 1297 fou atacada pels mongols que foren rebutjats per Nusrat Khan, governador per compte d'Ala al-Din Muhammad Khaldji (1294-1316). Fou considerada en els segles següents la clau del Sind meridional i va canviar diverses vegades de mans, i va tenir un paper destacat en les campanyes al Sind de Muhammad ibn Tughluk i el seu nebot Firuz Tughluk.
Humayun hi va acampar en la seva fugida pel desert del Sind cap a Kandahar. Shah Beg [Arghun] ex príncep de Kandahar i ara senyor de Thatta, la va visitar personalment, en va expulsar els sayyid locals i la va entregar als caps del seu exèrcit (que van utilitzar els materials de les ruïnes d'Aror per construir les seves cases) i va nomenar (vers 1524) governador de la fortalesa de Bhakkar a Mir Mahmud Kokaltash que hi va restar una 50 anys, ja que el 1574 apareix confirmat en el càrrec per l'emperador Akbar. El 1554 s'hi va lliurar una batalla entre Kokaltash, que pretenia el poder al Sind, i Mirza Isa Khan Tarkhan el nou senyor de Thatta (on la dinastia Tarkhan va substituir als seus parents de la dinastia Arghun en aquest any). Per un acord Kokaltash va restar com a sobirà al Sind superior amb capital a Bhakkar. El 1567 els sayyids locals van reforçar la fortalesa per temor a un atac de la tribu dels dharidja.
El 1736 va passar a Nur Muhammad Kalhora i els seus descendents la van perdre davant els afgans que al seu torn en foren expulsats per Mir Rustan Khan de Khayrpur (Khairpur) el 1809. Llavors fou possessió dels Talpurs fins al 1833 quan foren derrotats per Shah Shudja, emir de Kandahar, i els Talpur van haver de renunciar al Sind. El 1839 va passar als britànics quan van conquerir el Sind. El 1901 es va formar el districte de Sukkur (separat de Shikarpur) del que fou part. Va romandre en poder britànic fins al 1947. Els britànics van construir una gran presa (la principal de l'Indus) el que va desenvolupar la zona. El 1947 va quedar dins el Pakistan.